# Seleção Andorrana de Voleibol Feminino
A seleção andorrana de voleibol feminino é uma equipe europeia composta pelas melhores jogadoras de voleibol de Andorra. A equipe é mantida pela Federação Andorreana de Voleibol (Federació Andorrana de Voleibol). Andorra não consta no ranking mundial da FIVB segundo dados de 6 de outubro de 2015.